# Acinetosporaceae
Acinetosporaceae es una familia de algas pardas del orden Ectocarpales. Incluye ocho géneros:
- Acinetospora Bornet
- Feldmannia
- Geminocarpus
- Herponema
- Hincksia
- Internoretia
- Pogotrichum
- Pylaiella